# لين إميري
لين إميري (بالإنجليزية: Lin Emery)‏ هي نحّاتة أمريكية، ولدت في 1928 في نيويورك في الولايات المتحدة.